# Trigonopyren comorensis
Trigonopyren comorensis är en måreväxtart som beskrevs av Cornelis Eliza Bertus Bremekamp. Trigonopyren comorensis ingår i släktet Trigonopyren och familjen måreväxter. Inga underarter finns listade i Catalogue of Life.